# Sàtir en repòs
El Sàtir en repòs, també conegut com a Sàtir anapauomenos (grec antic ἀναπαυόμενος, de ἀναπαύω / anapaúô, 'reposar') és una estàtua generalment atribuïda a Praxíteles. Se'n coneixen prop de 115 exemplars, i el més cèlebre n'és el dels Museus Capitolins.

## Descripció
Representa un sàtir jove, identificable per les orelles apuntades i la pell de pantera) que porta creuant-li el tors. Recolza dret sobre un tronc d'arbre, en una posició tan poc estable que la cama esquerra a penes li serveix de suport. La cama dreta està doblegada, el peu dret darrere de l'esquerre: la punta del peu dret toca el taló del peu esquerre. La mà dreta sosté en un cert nombre de còpies un atribut afegit pel restaurador, sovint una flauta de Pan, mentre que la mà esquerra recolza al maluc i subjecta la pell de pantera. Els trets del rostre estan molt ben marcats i el nas està lleument aplatat. El cabell gruixut del faune, que recorda la representació dels déus fluvials, està subjecte per una corda o una corona.

## Atribució
El Sàtir en repòs és tradicionalment identificat com el «sàtir periboêtos» esmentat per Plini el Vell: «Praxíteles realitzà en bronze un Liber Pater, una Embriaguesa cèlebre i un sàtir que els grecs anomenen periboêtos («et Liberum patrum Ebriatem nobilemque una satyrum quem Græci periboeton cognominant»). A partir de Winckelmann, aquesta paraula és tradicionalment traduïda per «famós». Aquesta celebritat explicaria que fos un dels més estesos en la conca mediterrània: se'n comptabilitzen en total una mica menys de 115, dels quals una dotzena provenen de Roma, quatre d'Àfrica del Nord, vuit de Grècia, dos de l'estat espanyol i un de l'estat francés.

## Alguns exemplars

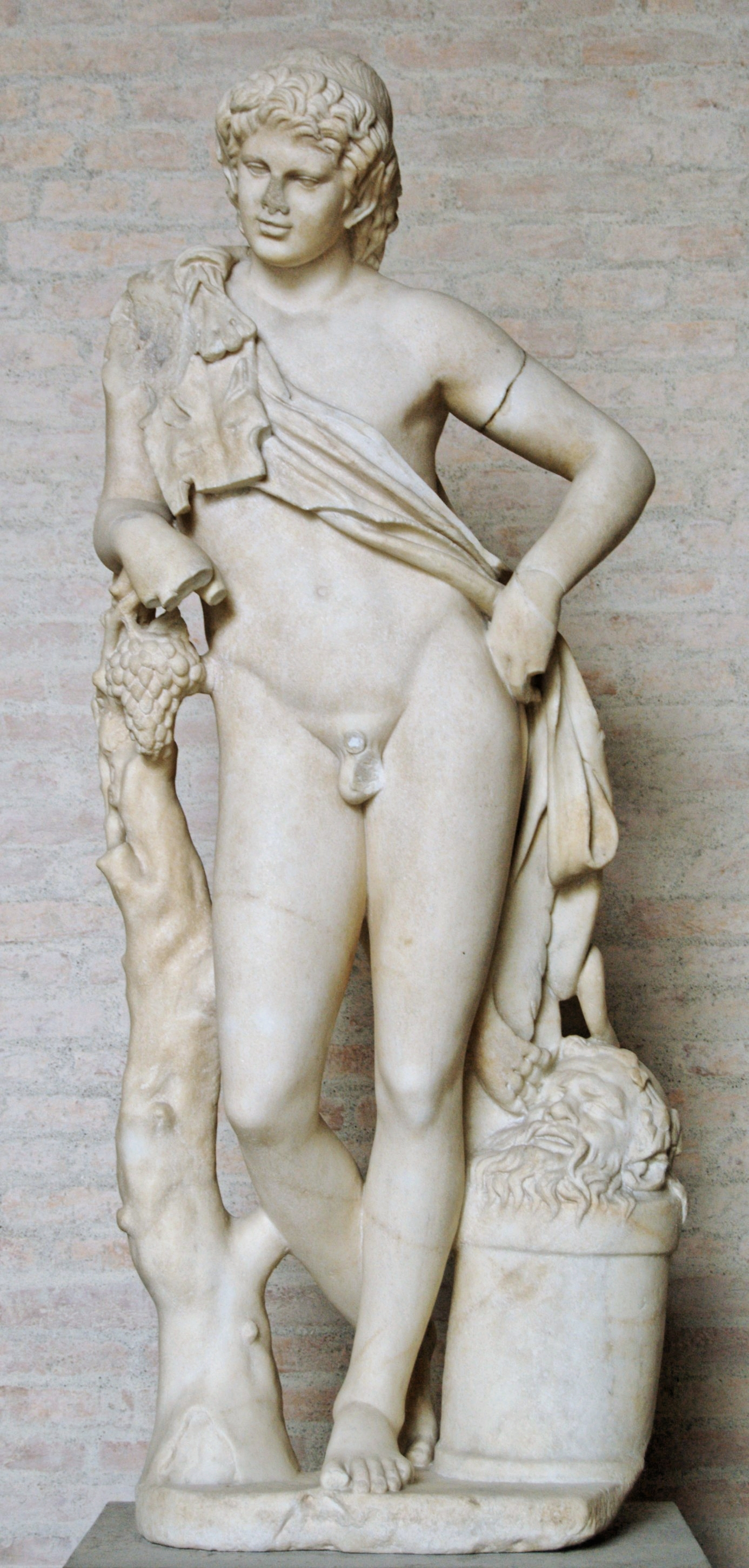
Faune Ruspoli, Gliptoteca de Múnic (inv. 228)
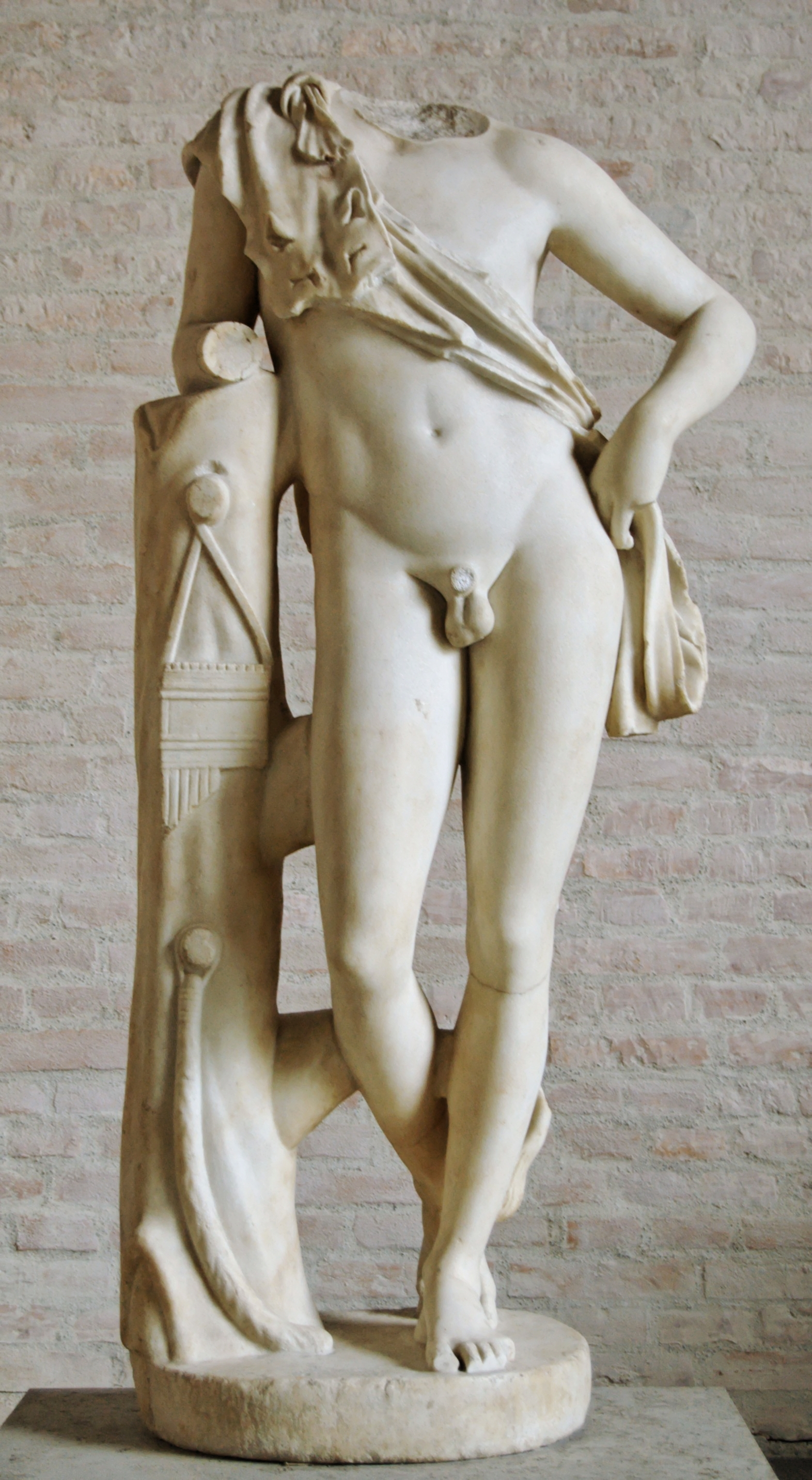
Faune Ruspoli, Gliptoteca de Múnic (inv. 229)
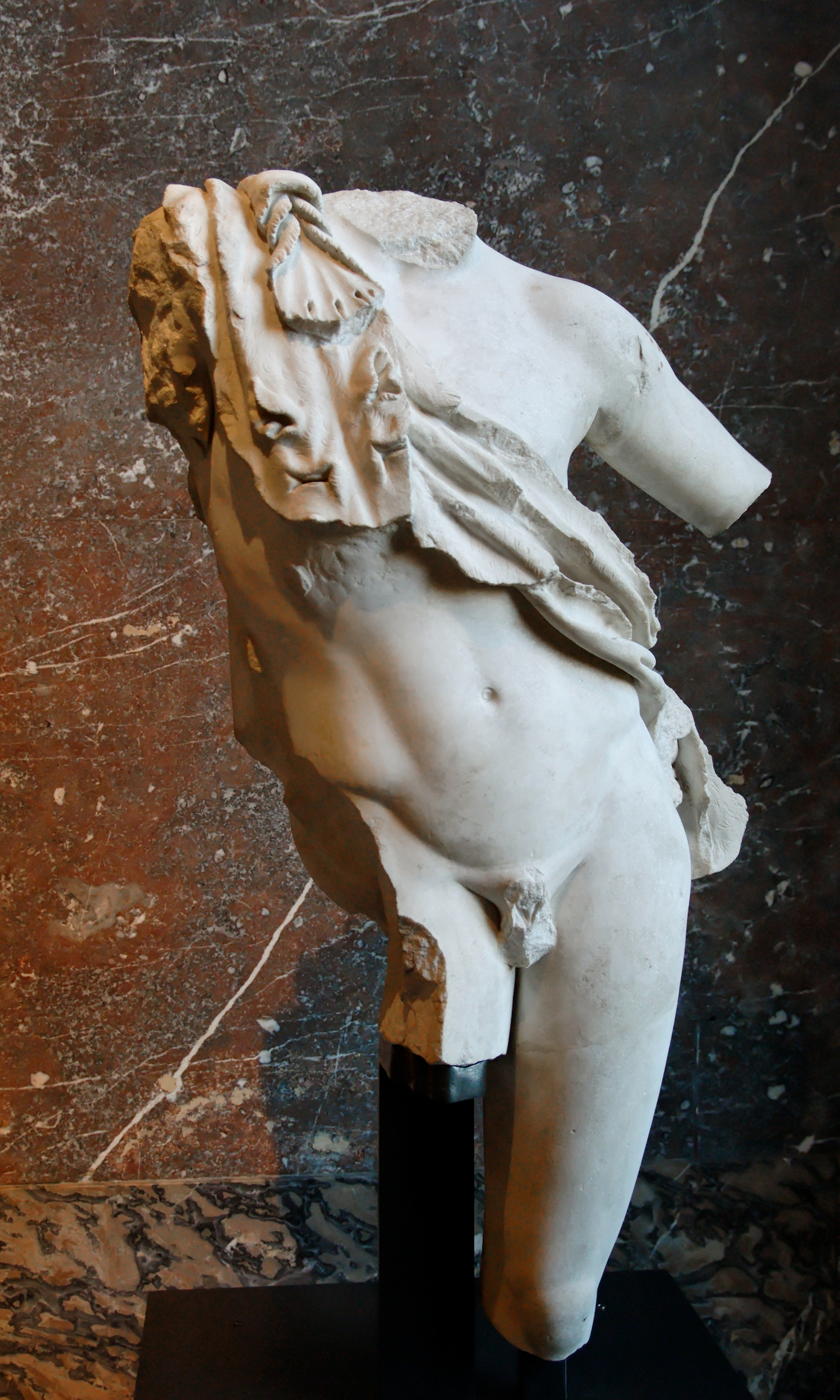
Faune Farnese, Museu del Louvre (Dt. 664)
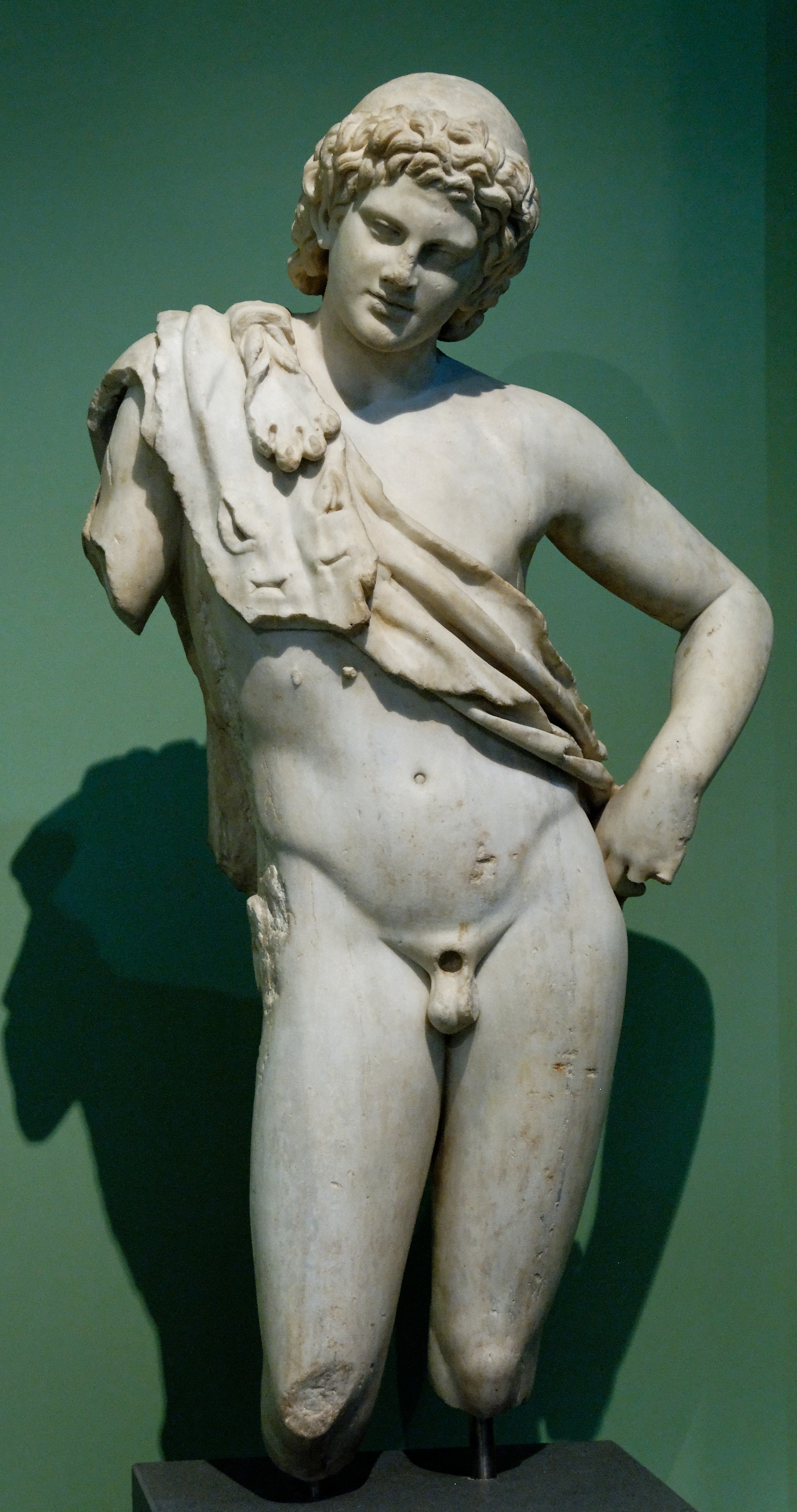
Exemplar de la Via Cavour, Centrale Montemartini (MC 2419)